# アリオ札幌
- セブン&アイ・ホールディングス
  - イトーヨーカ堂 > アリオ > アリオ札幌
  - セブン&アイ・クリエイトリンク > アリオ > アリオ札幌

アリオ札幌（アリオさっぽろ、英: Ario Sapporo）は、札幌市東区に立地するセブン&アイ・ホールディングス傘下のセブン&アイ・クリエイトリンクが運営する大型ショッピングセンターである。

## 概要
サッポロビールの工場跡地に、イトーヨーカ堂のショッピングセンター開発・運営事業2号店として計画され、2004年秋に「苗穂ショッピングセンター」の仮称で出店を発表し、同年12月24日に起工、2005年11月23日に開業した。
開業当初のアリオ札幌は、総合スーパーの「イトーヨーカドーアリオ札幌店」、ショッピングモールの「アリオモール」、連絡通路で直結しているアミューズメント施設の「スパ・レジャー館」で構成されている。『平成17年照明普及賞』受賞。
イトーヨーカドーアリオ札幌店は、アリオ札幌の核店舗として1階から3階で営業していたが、2024年2月、イトーヨーカ堂はアリオ札幌店を含む北海道・東北の全店舗閉鎖を発表した。この発表に先立ち、2階の「イトーヨーカドー子ども関連商品売り場」と3階の「衣料、寝具売り場」は、先行して、1月8日に営業を終了。空いた2フロアには、3階に6月28日、「無印良品アリオ札幌店」、これに続いて2階には、7月26日に「ダイソーアリオ札幌店」がオープンしている。1階の食品売場のみで営業を続けるアリオ札幌店は、2025年1月13日で閉店し、跡地には同年3月21日にイトーヨーカ堂と資本・業務提携関係にある地場食品スーパーのダイイチが出店した。
なお、アリオ札幌店の閉店を機にスパ・レジャー館と第2立体駐車場は、閉鎖・解体されることになったが、店舗設置者のイトーヨーカ堂の担当者は、大規模小売店舗立地法に基づく地元説明会で「解体は、賃借する土地を返す必要があるため」と説明、賃借契約を更新せず更地にして、土地を保有するサッポロホールディングスグループに返却することを示した。

## 主なテナント
アリオモール
- 営業時間
  - 専門店/2Fフードコート：10:00 - 21:00
  - 1Fレストラン街：11:00 - 22:00
- 1F「ファッションとレストランのフロア」
  - ダイイチ
  - アインズ＆トルペ
  - ロフト
  - Zoff
  - ペットタウン テン･テン[19]
- 2F「ファッションとフードコートのフロア」
  - アカチャンホンポ
  - ダイソー
  - トイザらス・ベビーザらス
  - ワークマン/#ワークマン女子・WORKMAN Shoes
- 3F「ファッションと住まいのフロア」
  - GU
  - 無印良品
  - くまざわ書店[注 1]
  - 富士メガネ
  - ゼビオスポーツエクスプレス
  - ユニクロ
  - ABC-MART
  - 洋服の青山
  - ボーコンセプト/リビングハウス

## アクセス
2015年（平成27年）2月28日を以って無料送迎バス全路線の運行を廃止した。
- 北海道中央バス（札幌東、札幌北営業所）「アリオ札幌」「サッポロビール博物館」「北8東8」「北8東7」バス停降車
- 北海道旅客鉄道（JR北海道）苗穂駅北口から徒歩約3分（全天候型空中歩廊で直結）[22]
- 札幌市営地下鉄東豊線東区役所前駅4番出口から徒歩約15分

## 参考資料
- 『イトーヨーカドーの大型ショッピングセンター「Ario（アリオ）札幌」の専門店テナント全店舗が決定!! 111店舗の専門店『Ario（アリオ）札幌』2005年11月23日（水）グランドオープンのご案内』（PDF）（プレスリリース）イトーヨーカ堂、2005年10月26日。2017年4月23日閲覧。
- 『営業10年目を迎え開業以来初の大規模改装を実施 5/27（水）アリオ札幌リニューアルオープン！』（PDF）（プレスリリース）イトーヨーカ堂、2015年5月26日。2017年4月23日閲覧。
- 『「アリオの森」「Ario WALKING」を新設！“新しい”“楽しい”工夫が盛りだくさん！『アリオ札幌』リニューアル 2018年7月25日（水）9時グランドオープン』（PDF）（プレスリリース）イトーヨーカ堂、2018年7月3日。2018年7月27日閲覧。